# Madrid Open 2019 - Qualificazioni singolare femminile
Le qualificazioni del singolare del Madrid Open 2019 sono state un torneo di tennis preliminare per accedere alla fase finale della manifestazione. Le vincitrici dell'ultimo turno sono entrate di diritto nel tabellone principale. In caso di ritiro di una o più giocatrici aventi diritto a queste sono subentrate le lucky loser, ossia le giocatrici che hanno perso nell'ultimo turno ma che avevano una classifica più alta rispetto alle altre partecipanti che avevano comunque perso nel turno finale.

## Teste di serie
1. Amanda Anisimova (primo turno)
2. Ekaterina Aleksandrova (primo turno)
3. Tatjana Maria (primo turno)
4. Mónica Puig (primo turno)
5. Aleksandra Krunić (primo turno)
6. Kristina Mladenovic (qualificata)
7. Margarita Gasparjan (qualificata)
8. Andrea Petković (ultimo turno)

1. Vera Lapko (primo turno)
2. Polona Hercog (qualificata)
3. Magdaléna Rybáriková (primo turno, ritirata)
4. Anastasija Potapova (ultimo turno)
5. Samantha Stosur (primo turno)
6. Veronika Kudermetova (primo turno)
7. Jessica Pegula (ultimo turno)
8. Kaia Kanepi (ultimo turno)

## Qualificate
1. Marta Kostjuk
2. Kateryna Kozlova
3. Vera Zvonarëva
4. Anna Karolína Schmiedlová

1. Kristýna Plíšková
2. Kristina Mladenovic
3. Margarita Gasparjan
4. Polona Hercog

## Tabellone

### Legenda
| - Q = Qualificato - WC = Wild card - LL = Lucky loser | - ALT = Alternate - SE = Special Exempt - PR = Protected Ranking | - w/o = Walkover - r = Ritirato - d = Squalificato |

### Sezione 1
|  | Primo turno | Primo turno          | Primo turno          | Primo turno | Primo turno |  |  | Ultimo turno | Ultimo turno  | Ultimo turno | Ultimo turno | Ultimo turno |  |
|  |             |                      |                      |             |             |  |  |              |               |              |              |              |  |
|  | 1           | Amanda Anisimova     | 0                    | 6           | 0           |  |  |              |               |              |              |              |  |
|  | WC          | Marta Kostjuk        | 6                    | 2           | 6           |  |  | WC           | Marta Kostjuk | 7            | 3            | 6            |  |
|  | WC          | Irina Bara           | Irina Bara           | 7           |             |  |  | WC           | Irina Bara    | 5            | 6            | 2            |  |
|  | 11          | Magdaléna Rybáriková | Magdaléna Rybáriková | 5           | r           |  |  |              |               |              |              |              |  |

### Sezione 2
|  | Primo turno | Primo turno            | Primo turno            | Primo turno | Primo turno |  |  | Ultimo turno | Ultimo turno     | Ultimo turno     | Ultimo turno | Ultimo turno |  |
|  |             |                        |                        |             |             |  |  |              |                  |                  |              |              |  |
|  | 2           | Ekaterina Aleksandrova | Ekaterina Aleksandrova | 4           | 4           |  |  |              |                  |                  |              |              |  |
|  |             | Kateryna Kozlova       | Kateryna Kozlova       | 6           | 6           |  |  |              | Kateryna Kozlova | Kateryna Kozlova | 6            | 6            |  |
|  | WC          | Aliona Bolsova         | Aliona Bolsova         | 6           | 6           |  |  | WC           | Aliona Bolsova   | Aliona Bolsova   | 3            | 3            |  |
|  | 9           | Vera Lapko             | Vera Lapko             | 2           | 2           |  |  |              |                  |                  |              |              |  |

### Sezione 3
|  | Primo turno | Primo turno         | Primo turno    | Primo turno | Primo turno |  |  | Ultimo turno | Ultimo turno        | Ultimo turno | Ultimo turno | Ultimo turno |  |
|  |             |                     |                |             |             |  |  |              |                     |              |              |              |  |
|  | 3           | Tatjana Maria       | Tatjana Maria  | 4           | 0           |  |  |              |                     |              |              |              |  |
|  |             | Vera Zvonarëva      | Vera Zvonarëva | 6           | 6           |  |  |              | Vera Zvonarëva      | 4            | 6            | 7            |  |
|  |             | Magda Linette       | 6              | 4           | 2           |  |  | 12           | Anastasija Potapova | 6            | 2            | 64           |  |
|  | 12          | Anastasija Potapova | 1              | 6           | 6           |  |  |              |                     |              |              |              |  |

### Sezione 4
|  | Primo turno | Primo turno               | Primo turno               | Primo turno | Primo turno |  |  | Ultimo turno | Ultimo turno              | Ultimo turno | Ultimo turno | Ultimo turno |  |
|  |             |                           |                           |             |             |  |  |              |                           |              |              |              |  |
|  | 4           | Mónica Puig               | Mónica Puig               | 62          | 2           |  |  |              |                           |              |              |              |  |
|  |             | Anna Karolína Schmiedlová | Anna Karolína Schmiedlová | 7           | 6           |  |  |              | Anna Karolína Schmiedlová | 4            | 7            | 7            |  |
|  |             | Misaki Doi                | 2                         | 6           | 3           |  |  | 15           | Jessica Pegula            | 6            | 64           | 5            |  |
|  | 15          | Jessica Pegula            | 6                         | 1           | 6           |  |  |              |                           |              |              |              |  |

### Sezione 5
|  | Primo turno | Primo turno       | Primo turno       | Primo turno | Primo turno |  |  | Ultimo turno | Ultimo turno      | Ultimo turno      | Ultimo turno | Ultimo turno |  |
|  |             |                   |                   |             |             |  |  |              |                   |                   |              |              |  |
|  | 5           | Aleksandra Krunić | Aleksandra Krunić | 2           | 4           |  |  |              |                   |                   |              |              |  |
|  |             | Kristýna Plíšková | Kristýna Plíšková | 6           | 6           |  |  |              | Kristýna Plíšková | Kristýna Plíšková | 7            | 6            |  |
|  |             | Mandy Minella     | 4                 | 6           | 2           |  |  | 16           | Kaia Kanepi       | Kaia Kanepi       | 6(1)         | 2            |  |
|  | 16          | Kaia Kanepi       | 6                 | 3           | 6           |  |  |              |                   |                   |              |              |  |

### Sezione 6
|  | Primo turno | Primo turno         | Primo turno         | Primo turno | Primo turno |  |  | Ultimo turno | Ultimo turno        | Ultimo turno        | Ultimo turno | Ultimo turno |  |
|  |             |                     |                     |             |             |  |  |              |                     |                     |              |              |  |
|  | 6           | Kristina Mladenovic | Kristina Mladenovic | 7           | 6           |  |  |              |                     |                     |              |              |  |
|  |             | Ivana Jorović       | Ivana Jorović       | 5           | 4           |  |  | 6            | Kristina Mladenovic | Kristina Mladenovic | 7            | 6            |  |
|  |             | Laura Siegemund     | 5                   | 6           | 7           |  |  |              | Laura Siegemund     | Laura Siegemund     | 65           | 1            |  |
|  | 13          | Samantha Stosur     | 7                   | 4           | 5           |  |  |              |                     |                     |              |              |  |

### Sezione 7
|  | Primo turno | Primo turno          | Primo turno          | Primo turno | Primo turno |  |  | Ultimo turno | Ultimo turno        | Ultimo turno        | Ultimo turno | Ultimo turno |  |
|  |             |                      |                      |             |             |  |  |              |                     |                     |              |              |  |
|  | 7           | Margarita Gasparjan  | 3                    | 6           | 6           |  |  |              |                     |                     |              |              |  |
|  |             | Mona Barthel         | 6                    | 1           | 1           |  |  | 7            | Margarita Gasparjan | Margarita Gasparjan | 6            | 7            |  |
|  |             | Jennifer Brady       | Jennifer Brady       | 7           | 7           |  |  |              | Jennifer Brady      | Jennifer Brady      | 4            | 65           |  |
|  | 14          | Veronika Kudermetova | Veronika Kudermetova | 65          | 68          |  |  |              |                     |                     |              |              |  |

### Sezione 8
|  | Primo turno | Primo turno       | Primo turno       | Primo turno | Primo turno |  |  | Ultimo turno | Ultimo turno    | Ultimo turno | Ultimo turno | Ultimo turno |  |
|  |             |                   |                   |             |             |  |  |              |                 |              |              |              |  |
|  | 8           | Andrea Petković   | 7                 | 5           | 6           |  |  |              |                 |              |              |              |  |
|  | WC          | Olga Danilović    | 5                 | 7           | 2           |  |  | 8            | Andrea Petković | 6            | 64           | 1            |  |
|  |             | Viktorija Golubic | Viktorija Golubic | 4           | 1           |  |  | 10           | Polona Hercog   | 4            | 7            | 6            |  |
|  | 10          | Polona Hercog     | Polona Hercog     | 6           | 6           |  |  |              |                 |              |              |              |  |